# L'affascinante bugiardo
L'affascinante bugiardo (As Young as You Feel) è un film del 1951 diretto da Harmon Jones. La pellicola, scritta e prodotta da Lamar Trotti, è ispirata ad un racconto di Paddy Chayefsky.

## Trama
Il tipografo John Hodges raggiunge l'età per la pensione e viene obbligato a lasciare il lavoro. Il suo tempo libero lo deprime e decide di riprendersi il vecchio lavoro fingendosi l'imprenditore Harold Cleveland che era a capo dell'azienda per cui lavorava. Recitando la parte vuole far revocare la decisione presa sui pensionamenti, nel frattempo l'ex moglie del suo capo mostra un profondo interesse per lui innamorandosi. Alla fine si scopre la farsa ma è troppo tardi.

## Critica
Il film tratta alcuni "miti americani" trovando opportune critiche che vengono mostrate con eleganza e garbo.

## Distribuzione
Il film uscì in varie nazioni fra cui:
- Stati Uniti: As Young as You Feel, 15 giugno 1951
- Francia: Rendez-moi ma femme, 11 aprile 1952
- Svezia: Plats för skratt, 21 luglio 1952
- Finlandia: Ikuinen valehtelija, 12 giugno 1953
- Austria: Alter schützt vor Torheit nicht, 1955

## Curiosità
Durante le riprese di questa pellicola la Monroe conobbe il celebre commediografo ebreo-americano Arthur Miller che divenne poi suo marito.